# The Good Place
The Good Place est une série télévisée américaine en 52 épisodes de 22 minutes créée par Michael Schur, diffusée entre le 19 septembre 2016 et le 30 janvier 2020 sur le réseau NBC aux États-Unis et sur le réseau Global au Canada.
Dans tous les pays francophones, elle a été diffusée entre le 21 septembre 2017 et le 31 janvier 2020 sur le service Netflix.
Au Québec, elle est également rediffusée à la télévision depuis le 26 février 2020 sur Elle Fictions sous le titre Une chipie au paradis.

## Synopsis
À sa mort, Eleanor Shellstrop se retrouve au Bon Endroit , là où seules les personnes exceptionnelles aux âmes pures arrivent, les autres étant envoyées au Mauvais Endroit. Chaque nouvel arrivant est logé dans une maison idéale, aménagée selon ses goûts, puis fait connaissance avec son âme sœur. Mais en réalité, Eleanor n'est pas vraiment une bonne personne et elle comprend qu'elle a été envoyée au Bon Endroit par erreur. Peu après son arrivée, des choses étranges se produisent.

## Distribution

### Acteurs principaux
- Kristen Bell (VF : Laura Préjean) : Eleanor Shellstrop
- Ted Danson (VF : Jean-Louis Faure) : Michael
- Jameela Jamil (VF : Charlotte Marin) : Tahani Al Jamil
- William Jackson Harper (VF : Jean-Baptiste Anoumon) : Chidi Anagonye
- Manny Jacinto (VF : Antoine Schoumsky) : Jason Mendoza / Jianyu Li
- D'Arcy Carden (VF : Armelle Gallaud) : Janet

Photos des acteurs principaux au San Diego Comic-Con 2018
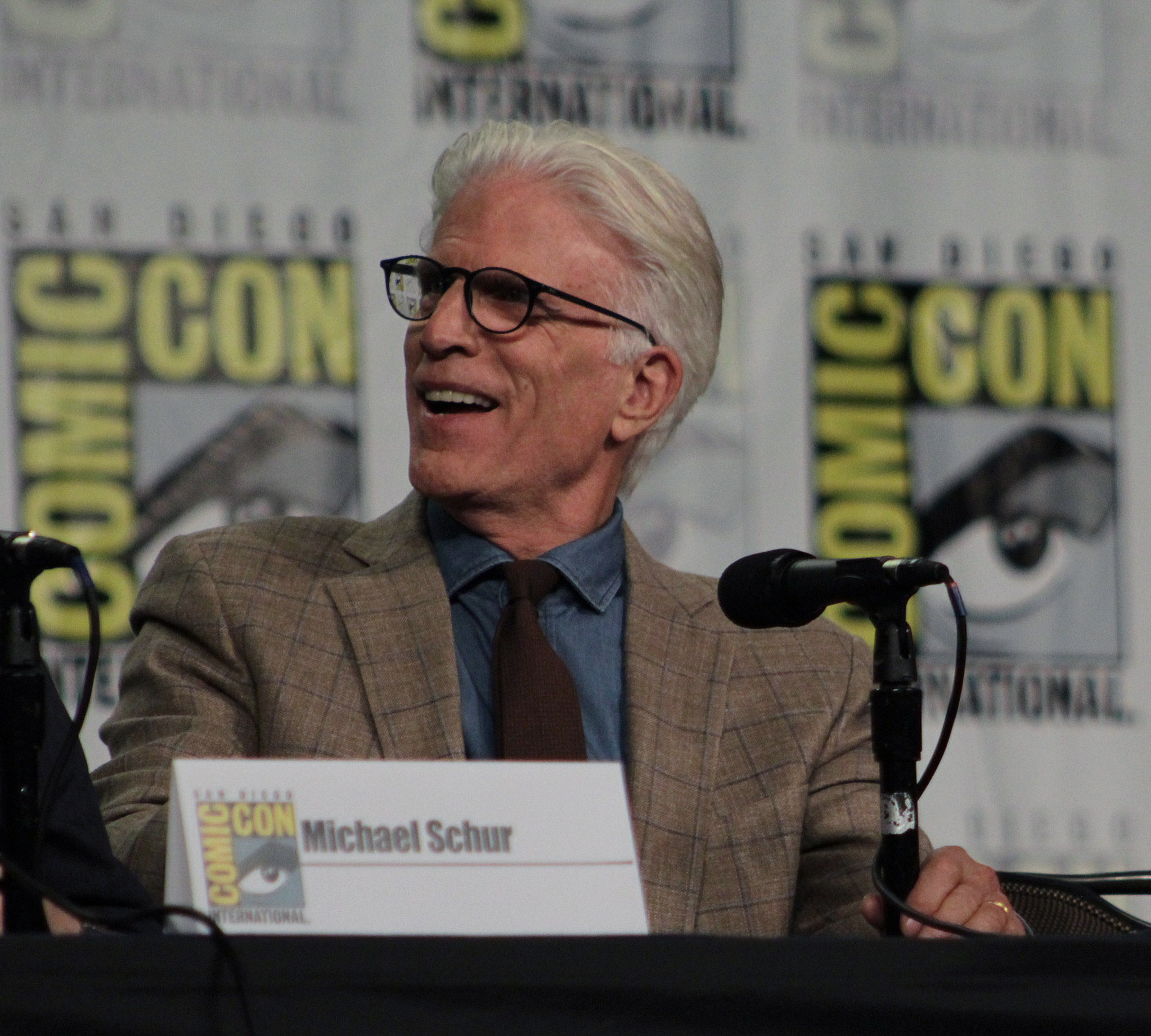
Ted Danson (Michael).
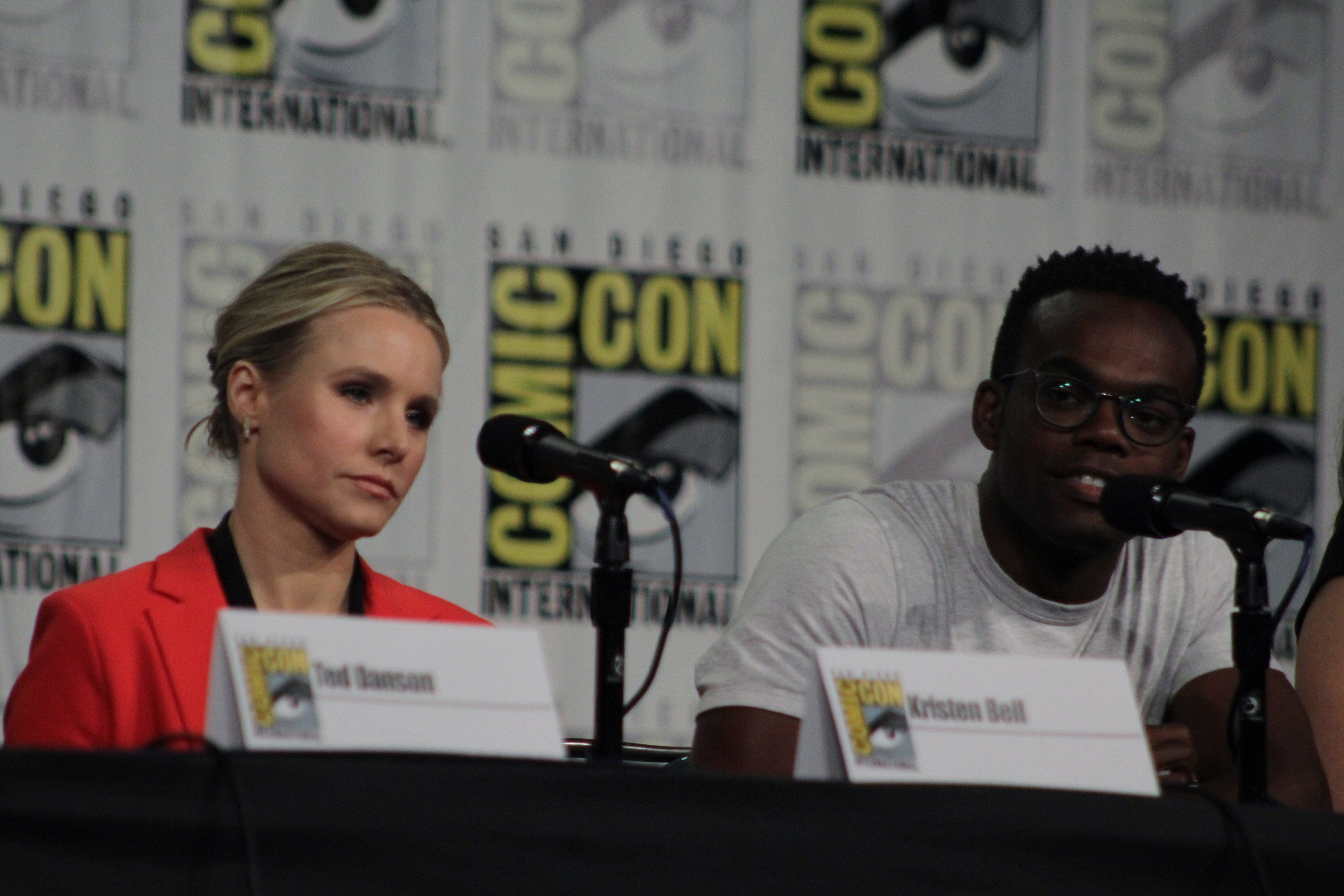
Kristen Bell (Eleanor Shellstrop) et William Jackson Harper (Chidi Anagonye).
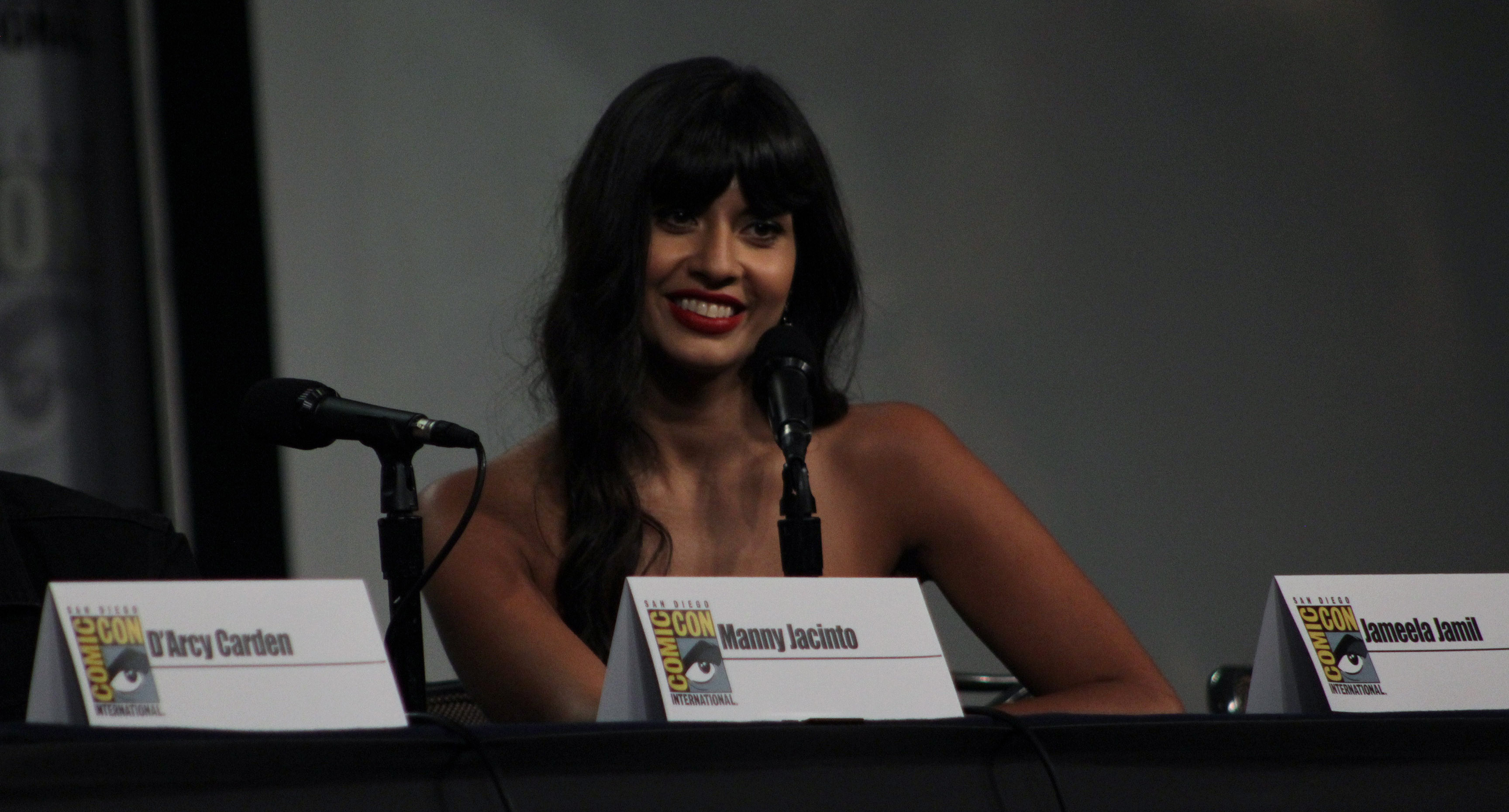
Jameela Jamil (Tahani Al Jamil).
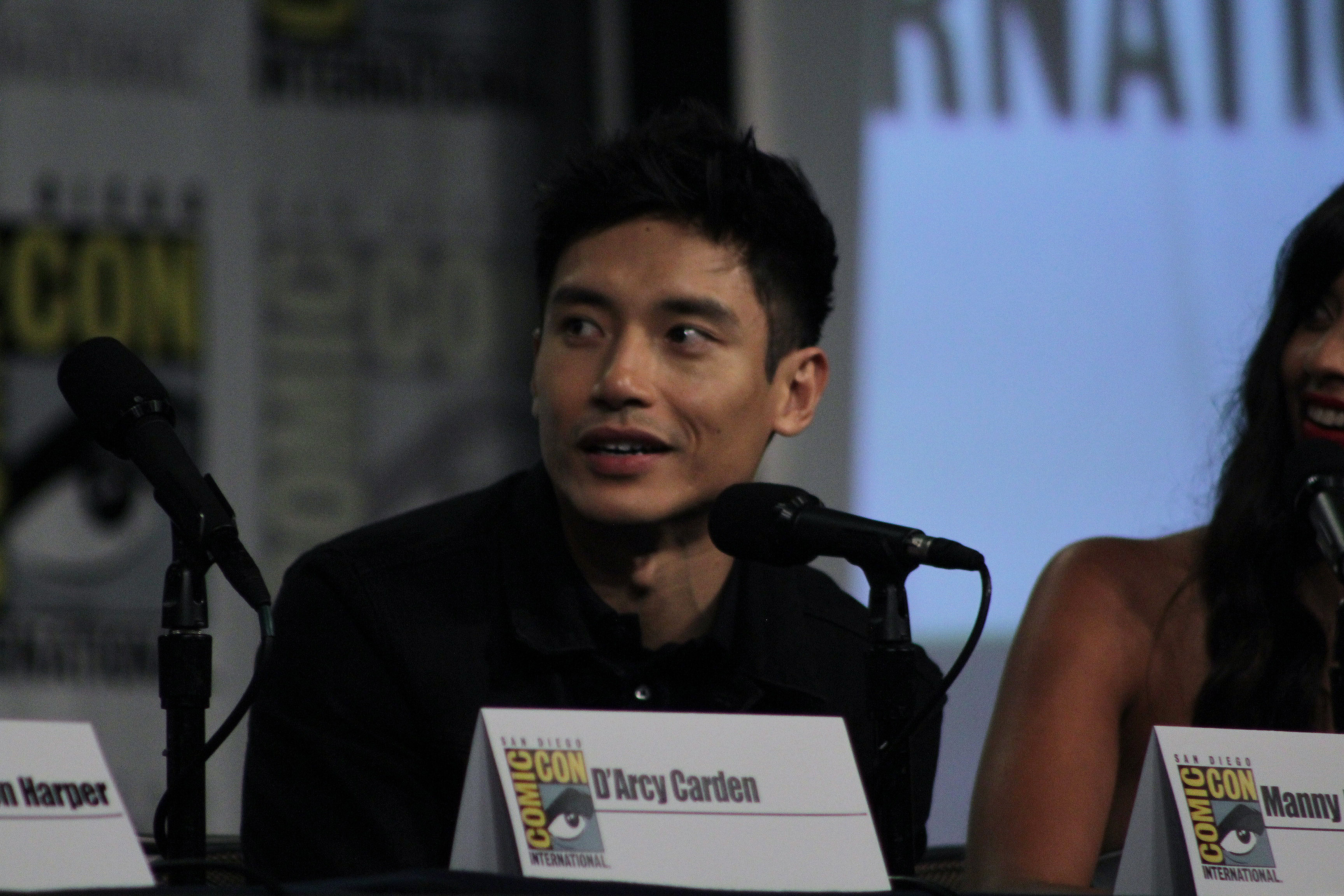
Manny Jacinto (Jason Mendoza).
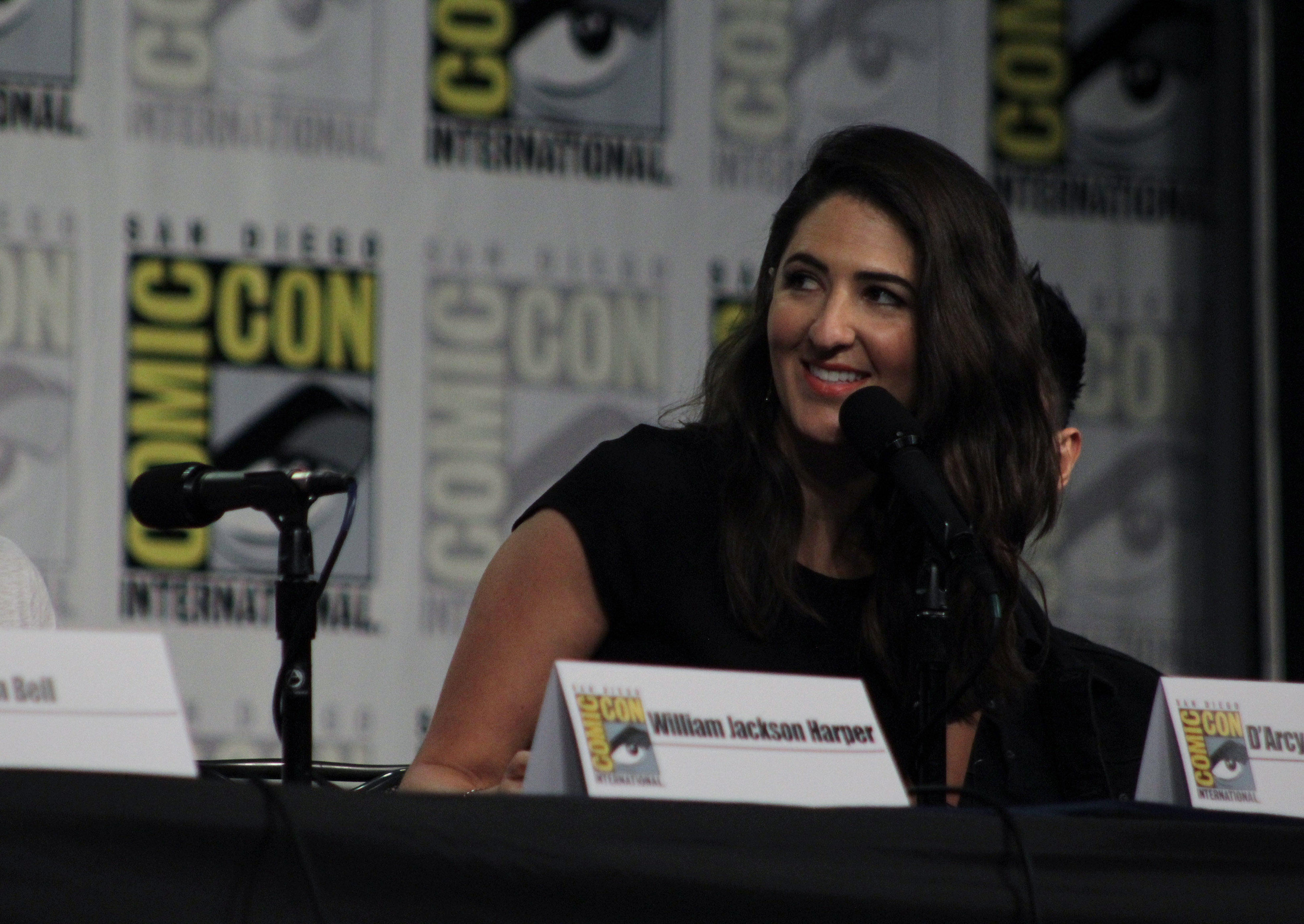
D'Arcy Carden (Janet).

### Acteurs secondaires
- Tiya Sircar (VF : Capucine Lespinas) : « Vraie » Eleanor Shellstrop / Vicky / Denise
- Marc Evan Jackson (VF : Renaud Marx) : Shawn
- Josh Siegal (VF : Laurent Morteau) : Glenn (saison 1, invité saisons 2, 3 et 4)
- Seth Morris (VF : Vincent Violette) : Wallace (saison 1, invité saison 2)
- Adam Scott (VF : Alexandre Gillet) : Trevor (saisons 1 à 3)
- Steve Berg (VF : Frédéric Popovic) : Chuck / Gunnar (saisons 1 et 2)
- Bambadjan Bamba (VF : Frantz Confiac) : Bambadjan (invité saisons 1, 3 et 4, récurrent saison 2)
- Rebecca Hazlewood (VF : Laetitia Coryn) : Kamilah Al-Jamil
- Amy Okuda (VF : Elsa Davoine) : Jessica (saisons 1 et 2)
- Maribeth Monroe (VF : Véronique Alycia [saisons 1 à 3], Daria Levannier [saison 4]) : Mindy St. Claire (saison 2, invitée saisons 1, 3 et 4)
- Jason Mantzoukas (VF : Loïc Houdré) : Derek Hofstetler (saison 2, invité saisons 3 et 4)
- Kirby Howell-Baptiste (VF : Fily Keita) : Simone Garnett (saisons 3 et 4)
- Maya Rudolph (VF : Barbara Delsol) : Gen, la Juge (invitée saison 2, récurrente saisons 3 et 4)
- Ben Lawson (VF : Valentin Merlet) : Larry Hemsworth (saison 3)
- Brandon Scott Jones (VF : Benjamin Gasquet) : John Wheaton (saison 4, invité saison 3)
- Ben Koldyke (VF : Serge Faliu) : Brent Norwalk (saison 4)

- Version française :
  - Société de doublage : Deluxe Media Paris
  - Direction artistique : France Rombaut
  - Adaptation des dialogues : Sandra Devonssay, Valérie Marchand, Pauline Beauruel, Alexa Donda et Marie Causse

 Source et légende : version française (VF) sur RS Doublage et Doublage Séries Database

## Production

### Développement
Le 13 août 2015, NBC commande la série avec treize épisodes, pour la saison 2016 / 2017.
Le 15 mai 2016, lors des upfronts 2016, NBC annonce la diffusion de la série pour l'automne 2016.
Le 15 juin, NBC planifie la diffusion des deux premiers épisodes le lundi 19 septembre après The Voice, avant de rejoindre le jeudi 22 septembre sa case régulière.
Le 30 janvier 2017, la série est renouvelée pour une deuxième saison de treize épisodes. Le 21 novembre, la série est renouvelée pour une troisième saison de treize épisodes. Le 4 décembre 2018, la série est renouvelée pour une quatrième saison, qui sera la dernière. Pour le dernier épisode, une scène est tournée sur la terrasse du café Les Deux Magots à Paris le 30 septembre 2019[réf. nécessaire].

### Attribution des rôles
Le 27 janvier 2016, la série est annoncée, avec Kristen Bell et Ted Danson.
Le 11 février 2016, il est annoncé que William Jackson Harper rejoint la distribution principale dans le rôle de Chidi Anagonye. Le 25 février 2016, il est annoncé que Jameela Jamil rejoint la série dans le rôle de Tahani.
Le 3 mars 2016, il est annoncé que Manny Jacinto obtient le rôle régulier de Jason. Puis le 14 mars 2016, D'Arcy Carden est annoncée dans le rôle de Janet Della-Denunzio.

## Épisodes

### Première saison (2016-2017)
1. Tout va bien (Everything Is Fine)
2. Je voulais voler (Flying)
3. Tahani Al-Jamil (Tahani Al-Jamil)
4. Jason Mendoza (Jason Mendoza)
5. Alerte catastrophe apocalyptique de niveau 55 (Category 55 Emergency Doomsday Crisis)
6. Ce que nous devons à l'autre (What We Owe to Each Other)
7. La Douleur éternelle (The Eternal Shriek)
8. Meilleur élève du mois (Most Improved Player)
9. Un membre comme moi (...Someone Like Me as a Member)
10. Le Choix de Chidi (Chidi's Place)
11. Ma motivation (What's My Motivation)
12. Mindy St. Claire (Mindy St. Claire)
13. Le Pari de Michael (Michael's Gambit)

### Deuxième saison (2017-2018)
Elle est diffusée du 20 septembre 2017 au 1er février 2018.
Note : en version originale et francophone, le premier épisode de cette saison a été diffusé sous forme d'un épisode de 42 minutes mais celui-ci est bien comptabilisé comme un double épisode.
1. Tout va bien !, première partie (Everything Is Great! Part One)
2. Tout va bien !, deuxième partie (Everything Is Great! Part Two)
3. Résolution danse danse (Dance Dance Resolution)
4. L'Équipe Cancrelats (Team Cockroach)
5. Crise existentielle (Existential Crisis)
6. Le Dilemme du tramway (The Trolley Problem)
7. Janet et Michael (Janet and Michael)
8. Derek (Derek)
9. Sauts d'anges (Leap to Faith)
10. La Meilleure Version (Best Self)
11. Rhonda, Diana, Jake et Trent (Rhonda, Diana, Jake, and Trent)
12. Le Burrito (The Burrito)
13. D'autres projets (Somewhere Else)

### Troisième saison (2018-2019)
Elle a été diffusée à partir du 27 septembre 2018 par un double épisode, et s'est conclue le 24 janvier 2019.
1. Tout est top, première partie (Everything Is Bonzer! (Part 1))
2. Tout est top, deuxième partie (Everything Is Bonzer! (Part 2))
3. Le Club des intellos (The Brainy Bunch)
4. Le Chasse-neige (The Snowplow)
5. Jeremy Bearimy (Jeremy Bearimy)
6. La Ballade de Donkey Doug (The Ballad of Donkey Doug)
7. Rupture héréditaire (A Fractured Inheritance)
8. Le Pire usage possible du libre arbitre (The Worst Possible Use of Free Will)
9. Ne laissez pas filer la bonne vie (Don't Let the Good Life Pass You By)
10. (Les) Janet (Janet(s))
11. Le Livre des Doug (The Book Of Dougs)
12. Chidi voit la lame du temps (Chidi Sees The Time-Knife)
13. Pandémonium (Pandemonium)

### Quatrième saison (2019-2020)
Cette dernière saison est diffusée entre le 27 septembre 2019 et le 30 janvier 2020. Le dernier épisode diffusé sur NBC/Global a été accompagné d'une émission spéciale animée par Seth Meyers.
1. Une fille qui vient d’Arizona, première partie (A Girl from Arizona (Part 1))
2. Une fille qui vient d’Arizona, deuxième partie (A Girl From Arizona (Part 2))
3. Chidétendu (Chillaxing)
4. La Taupe (Tinker, Tailor, Demon, Spy)
5. L'Employé du Bearimy (Employee of the Bearimy)
6. Une enquête de Chip Driver (A Chip Driver Mystery)
7. Tu aideras ton prochain (Help Is Other People)
8. Irrévocables funérailles (The Funeral to End All Funerals)
9. La Réponse (The Answer)
10. T'as changé, mec ! (You've Changed, Man)
11. Moi aussi, je déteste le lundi ! (Mondays, Am I Right?)
12. Patty (Patty)
13. Quand vous êtes prêts (Whenever You're Ready)

## Univers de la série

### Personnages
Eleanor Shellstrop était une américaine qui a comme caractéristique d'être très égocentrique. Elle comprend rapidement qu'elle n'aurait pas dû être admise au Bon Endroit. Elle demande alors de l’aide à Chidi pour ne pas se faire démasquer.
Chidi Anagonye était un nigérian qui a vécu dans plusieurs pays du monde pour son travail. Il était professeur d'éthique et de philosophie morale spécialisé en déontologie. Il a beaucoup de mal à faire des choix et est facilement angoissé quand il doit en faire.
Tahani Al Jamil était une britannique très mondaine qui a dédié sa vie aux associations caritatives.
Jason Mendoza était un américain d'origine philippine qui vivait à Jacksonville en Floride, ville à laquelle il est très attaché. Au début de l'histoire, il est présenté comme étant Jianyu Li, un moine bouddhiste ayant fait vœu de silence.
Michael est l'architecte du quartier dans lequel évoluent Eleanor, Chidi, Tahani et Jason. Il s'occupe de leur accueil au Bon Endroit avec l'aide de Janet.
Janet est un être humanoïde d'apparence féminine qui connait tout sur l'univers, y compris sur la vie de tous les humains. Son rôle est de répondre aux besoins des habitants du quartier. Il suffit de prononcer son nom pour qu'elle apparaisse.

### Philosophie
La série s'inspire de nombreuses philosophies, dont celle de Kant, notamment à travers les dialogues de Chidi, professeur d'éthique et de philosophie morale, qui a écrit une thèse sur le philosophe. Elle évoque aussi le particularisme moral de Jonathan Dancy à travers une métaphore filée.

## Accueil

### Audiences
Après un bon démarrage (8,04 millions de téléspectateurs pour l'épisode pilote), les audiences de la première saison ont rapidement chuté, se stabilisant autour des 4 millions de téléspectateurs. La première saison, diffusée le jeudi soir, a ainsi réuni en moyenne 4,7 millions de téléspectateurs, avec un score de 1,4 % sur la cible commerciale privilégiée des annonceurs, se classant dans la moyenne des séries de NBC.
La deuxième saison s'inscrit dans la lignée de la première en termes d'audiences.

### Accueil critique
Le site Rotten Tomatoes attribue une note de 92 % (sur 74 critiques) pour la première saison, 100 % (sur 59 critiques) pour la deuxième, 98 % (sur 47 critiques) pour la troisième et 100 % (sur 53 critiques) pour la quatrième, soit une note moyenne de 97 %.
Le site Metacritic donne une note de 78⁄100 (sur 32 critiques) pour la première saison, 87⁄100 (sur 10 critiques) pour la deuxième, 96⁄100 (sur 5 critiques) pour la troisième et ne donne pas de note pour la quatrième par manque de critique (il n'y en a qu'une), soit une note moyenne de 82⁄100 (sur 48 critiques).

### Distinctions

#### Nominations
- Teen Choice Awards 2018 :
  - Meilleure série comique
  - Meilleure actrice dans une série comique pour Kristen Bell
- Golden Globes 2019 :
  - Meilleure série télévisée musicale ou comique
  - Meilleure actrice dans une série télévisée musicale ou comique pour Kristen Bell